# NPO Sport

Het logo van Sport 24 gebruikt van mei 2009 t/m 10 maart 2014

NPO Sport (voorheen Sport24) was een themakanaal van de NPO, dat verzorgd werd door de NOS. In de zomermaanden deed de zender verslag van sportevenementen waarbij bepaalde onderdelen niet op de open zenders van de NPO te zien waren. Deze wedstrijden, bijvoorbeeld het WK/EK Atletiek, WK/EK Zwemmen, Wereldruiterspelen, WK Roeien en Ronde van Spanje werden op deze zender uitgezonden. Deze zender verving NPO Politiek.